# Municipio de Ruffin
El municipio de Ruffin (en inglés: Ruffin Township) es un municipio ubicado en el  condado de Rockingham en el estado estadounidense de Carolina del Norte. En el año 2010 tenía una población de 5.726 habitantes.

## Geografía
El municipio de Ruffin se encuentra ubicado en las coordenadas 36°27′39.5″N 79°36′0.1″O / 36.460972, -79.600028.